# Run (Foo Fighters)
Run è un singolo del gruppo musicale statunitense Foo Fighters, pubblicato il 2 giugno 2017 come primo estratto dal nono album in studio Concrete and Gold.
Nel 2018 ha vinto il Grammy Award alla miglior canzone rock.

## Video musicale
Il video, diretto dal frontman Dave Grohl, è stato pubblicato a sorpresa il 1º giugno 2017, un giorno prima della pubblicazione del singolo. In esso vengono mostrati i sei componenti del gruppo (che appaiono in veste anziana) esibirsi all'interno di un ospizio mentre scoppia una rivolta tra gli anziani presenti e gli infermieri.

## Tracce
1. Run – 5:23

## Formazione
Gruppo
- Dave Grohl – voce, chitarra, percussioni
- Chris Shiflett – chitarra, percussioni
- Pat Smear – chitarra, percussioni
- Nate Mendel – basso, percussioni
- Rami Jaffee – mellotron, Casio SK1, organo, percussioni
- Taylor Hawkins – batteria, percussioni

Altri musicisti
- Greg Kurstin – pianoforte

Produzione
- Greg Kurstin – produzione
- Foo Fighters – produzione
- Darrell Thorp – ingegneria del suono, missaggio, mastering
- Alex Pasco – ingegneria del suono
- Julian Burg – ingegneria del suono
- Samon Rajabnik – ingegneria del suono
- Brenadan Dekora – ingegneria del suono
- Chaz Sexton – assistenza tecnica
- David Ives – mastering

## Classifiche
| Classifica (2017)                | Posizione massima |
| -------------------------------- | ----------------- |
| Australia                        | 53                |
| Belgio (Fiandre)                 | 59                |
| Canada                           | 76                |
| Canada (rock)                    | 2                 |
| Finlandia                        | 11                |
| Francia                          | 106               |
| Portogallo                       | 85                |
| Regno Unito                      | 64                |
| Regno Unito (rock & metal)       | 1                 |
| Spagna                           | 41                |
| Stati Uniti                      | 106               |
| Stati Uniti (alternative)        | 9                 |
| Stati Uniti (mainstream rock)    | 1                 |
| Stati Uniti (rock & alternative) | 7                 |
| Svizzera                         | 79                |
| Ungheria                         | 10                |